# Кувшин из Чивита-Кастеллана (Vetter 242)
Кувшин из Чивита-Кастеллана (Vetter 242, Giacomelli 2, Bakkum EF 2 + EF 3, NRIE 974) — кувшин (ойнохойя) из керамики-импасто с двумя надписями на фалискском языке. Надписи датируются VII веком до н. э. и являются одними из самых ранних известных фалискских надписей. Находится в Национальном музее вилла Джулия (инвентарный номер 43110).

## Изучение
По общему мнению, кувшин происходит из Чивита-Кастеллана. Вместе с другим подобным кувшином он был приобретён Музеем вилла Джулия в 1921 году. Начало первой надписи было процитировано Паллоттино в 1933 году, однако полностью надписи были опубликованы Джильоли и Браун только в 1935 году. Джильоли отнёс кувшин к VII веку до н. э.; в случае, если такая датировка верна, он старше, чем надпись Цереры, которая обычно считается самой ранней фалискской надписью.
Высота кувшина — 15 см.

## Надписи
Первая надпись (EF 2) сделана в полтора оборота вокруг тулова кувшина. На основании расположения надписей Джакомелли сделал вывод, что эта надпись была сделана раньше EF 3. Направление письма — слева направо.
propramom⁝prameḍ[u]mompramodpramedumom⁝pramodpropramọḍ⁝pramodumọ[m]
Высота букв варьируется от 4 до 11 мм, текст повреждён в нескольких местах. После знака 46 текст изгибается вниз, чтобы обогнуть первую строку.
Надпись можно разбить на слова следующим образом: propramom ⁝ prameḍ [u]mom; pramod pramed umom ⁝; pramod pro( )pramọḍ ⁝ pramod umọ[m]. По-видимо, она представляет собой некую полиптотическую игру слов, основанную на слове pramo-, которое появляется в аблативе pramod, а также аккузативе мужского или среднего рода (или номинативе среднего рода) propramom. Propramọḍ может быть как предлогом с существительным в аблативе (pro pramọḍ), так и аблативом сложного слова propramo- (propramọḍ). Pramed — это, видимо, наречие, или же сослагательное наклонение глагола *pramo (лат. promo).
Вторая надпись (EF 3) сделана в один оборот вокруг тулова вблизи ножки. Направление письма — слева направо.
ecoquto*euotenosiotitiasduenomduenassalue[to]duoltene:
Высота букв — от 5 до 9 мм. Буква q имеет форму , а s — .
Quto — адаптация этрусского слова qutun. Обычно эта форма считается номинативом основы на ōn, но в таком случае это противоречит рассмотрению duenom как прилагательного к quto, так как это слово может быть только номинативом среднего рода. С другой стороны quto можно рассматривать и как quto(m), то есть существительное среднего рода на o. Возможно также чтение quto(r), соответствующее латинскому guttur. Оба эти чтения предполагают опущение конечного согласного в раннефалискском, но при этом дают удовлетворительное объяснение появлению в тексте слова duenom среднего рода.
Слово duenom в учётом его положения в надписи вряд ли может быть чем-либо кроме прилагательного к quto. Будь оно существительным, оно могло бы обозначать только лат. bonum, «благо». Но даже обозначай оно «имущество», сочетание titias duenom вступало бы в противоречие с eqo quto euotenosio, так как euotenosio — это совершенно точно имя владельца, а не гончара.